# Headhunters
Headhunters (originalment en noruec, Hodejegerne) és una pel·lícula de thriller d'acció noruega del 2011 basada en la novel·la homònima del 2008 de Jo Nesbø. La pel·lícula va ser dirigida per Morten Tyldum i protagonitzada per Aksel Hennie, Nikolaj Coster-Waldau i Synnøve Macody Lund. Hennie retrata l'exitós però insegur reclutador corporatiu Roger Brown que viu una doble vida com a lladre d'art per finançar el seu estil de vida fastuós. A la inauguració d'una galeria, la seva dona li presenta en Clas, propietari d'una pintura molt valuosa. En Roger creu que li ha arribat l'oportunitat d'assolir finalment la independència econòmica i comença a planejar el robatori del quadre. Estrenada a Noruega el 26 d'agost de 2011, Headhunters va ser un èxit de taquilla, va rebre crítiques positives i va ser nominada a diversos premis, inclosos quatre premis Amanda i un premi BAFTA a la millor pel·lícula en llengua estrangera. És la pel·lícula noruega més taquillera de la història. Ha estat doblada al català central. També s'ha editat una versió en valencià per a À Punt.

## Repartiment
- Aksel Hennie com a Roger Brown
- Synnøve Macody Lund com a Diana Brown
- Nikolaj Coster-Waldau com a Clas Greve
- Eivind Sander com Ove Kjikerud
- Julie Ølgaard com a Lotte Madsen
- Reidar Sørensen com a Brede Sperre
- Kyrre Haugen Sydness com Jeremias Lander
- Mads Mogeland com Joar Sunded
- Baard Owe com a Sindre Aa
- Torgrim Mellum Stene com a Atle Nerum
- Mattis Herman Nyquist com a Ferdinand
- Nils Jørgen Kaalstad com a Stig
- Joachim Rafaelsen com a Brugd
- Gunnar Skramstad Johnsen com a Eskild Monsen
- Lars Skramstad Johnsen com a Endride Monsen